# Marinero (rango)

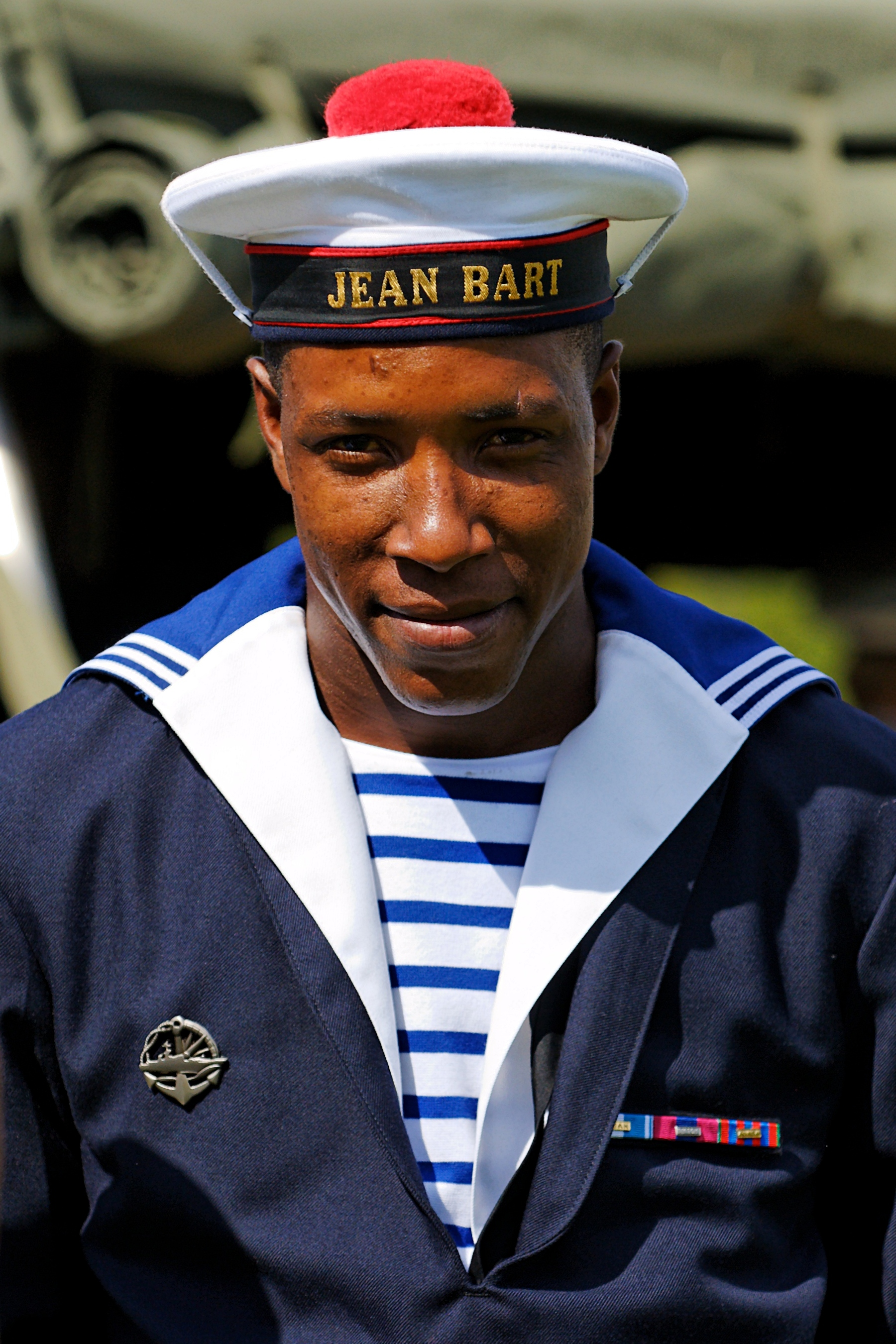
Marinero de la fragata francesa Jean Bart.

Marinero es un rango militar utilizado en muchas armadas de todo el mundo. Se considera un rango de alistados subalterno y, dependiendo de la armada, puede ser un solo rango por sí solo o un nombre compartido por varios rangos igualmente subalternos.
En la Commonwealth, es el rango más bajo en la marina, mientras que en Estados Unidos, se refiere a los tres rangos más bajos de la Marina de los EE. UU. y la Guardia Costera de Estados Unidos. 
En inglés, el término equivalente es seaman. El equivalente del marinero es el matelot  en los países de habla francesa y Matrose en los países de habla alemana.

## Alemania

Hombrera de un marinero alemán (matrose)

El rango alemán de "marinero" (en alemán: Matrose) es el rango de alistamiento más bajo de la Marina alemana. Equivale al OR1 en la OTAN y es un grado A3 en las normas salariales del Ministerio Federal de Defensa.

## Argentina
Los rangos de los marineros, en orden descendente, en la Armada Argentina son:
| Marinero Primero | Marinero Segundo |
| OR-2             | OR-1             |
| ---------------- | ---------------- |
|                  |                  |

## Australia
La Royal Australian Navy presenta un rango de marinero, que se divide en dos clases distintas. Seaman y seaman* (pronunciado "seaman star"), para diferenciar entre los que han finalizado su formación laboral y los que están en formación. No hay insignias en una diapositiva de rango de marinero.

## Canadá
Hay 4 grados de marinero si bien anteriormente el término "marinero", hasta que fue reemplazado por "marinero" en agosto de 2020)/ matelot en la Royal Canadian Navy :

Marinero de tercera clase (anteriormente marinero ordinario) o matelot de troisième classe
Marinero de segunda clase (anteriormente marinero de primera) o marinero de primera
Marinero de primera clase (anteriormente Leading Seaman) o matelot de première classe
Master Sailor (anteriormente Master Seaman) o matelot-chef

El rango de maestro marinero es único porque fue creado solo para la Armada canadiense. No sigue la tradición británica de otros rangos canadienses. Corresponde al grado de maestro cabo/ caporal-cocinero.

## Chile
| Rango       | Clase            |
| ----------- | ---------------- |
| Manga       |                  |
| Bocamanga   | -                |
| Grado       | Marinero primero |
| Abreviatura | MRO1             |
| Carrera     | 3 años           |
| Código OTAN | OR-2             |

La Armada de Chile tiene como grado base de su personal al marinero primero.

## España

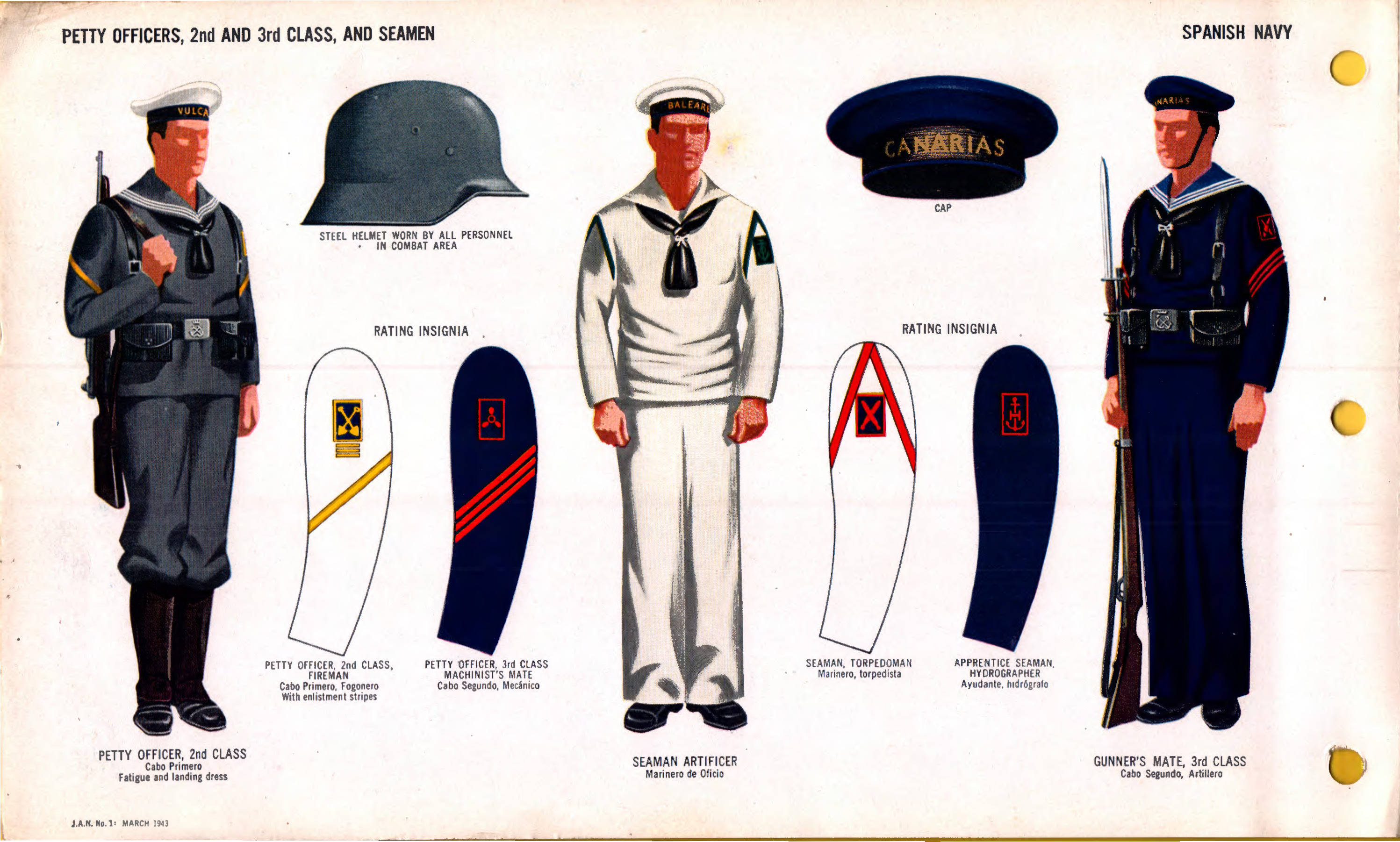
Uniformes e Insignias de la Armada Española, Marzo de 1943: SUBOFICIALES DE 2.ª Y 3.ª CLASE Y MARINA.

En la Armada española los marineros se encuentran bajo el mando de un cabo mayor, cabo primero, un cabo. Los marineros junto con estos empleos forman la marinería. Por encima en la jerarquíaa se sitúan los oficiales y los suboficiales.
Las divisas/galones van colocados en la bocamanga en el uniforme de paseo en las categorías de oficial y suboficial, mientras que en la marinería se colocan entre el codo y el hombro, exceptuando el empleo de cabo mayor que también va en la bocamanga (véase Empleos y Divisas de la OTAN).  Véase también los empleos recogidos en el NATO CODES FOR GRADES OF MILITARY PERSONNEL o APersP-01(A)(3) en el STANAG 2116, edición 7.
| Código OTAN                                                  | OR-2                                             | OR-1 |
| ------------------------------------------------------------ | ------------------------------------------------ | ---- |
| España                                                       |                                                  |      |
| Marinero profesional (manga (izquierda) y hombrera (derecha) | Marinero (manga (izquierda) y hombrera (derecha) |      |

## Estados Unidos
variación
construcción

variación
bombero

variación
aviador

insignia
marinero

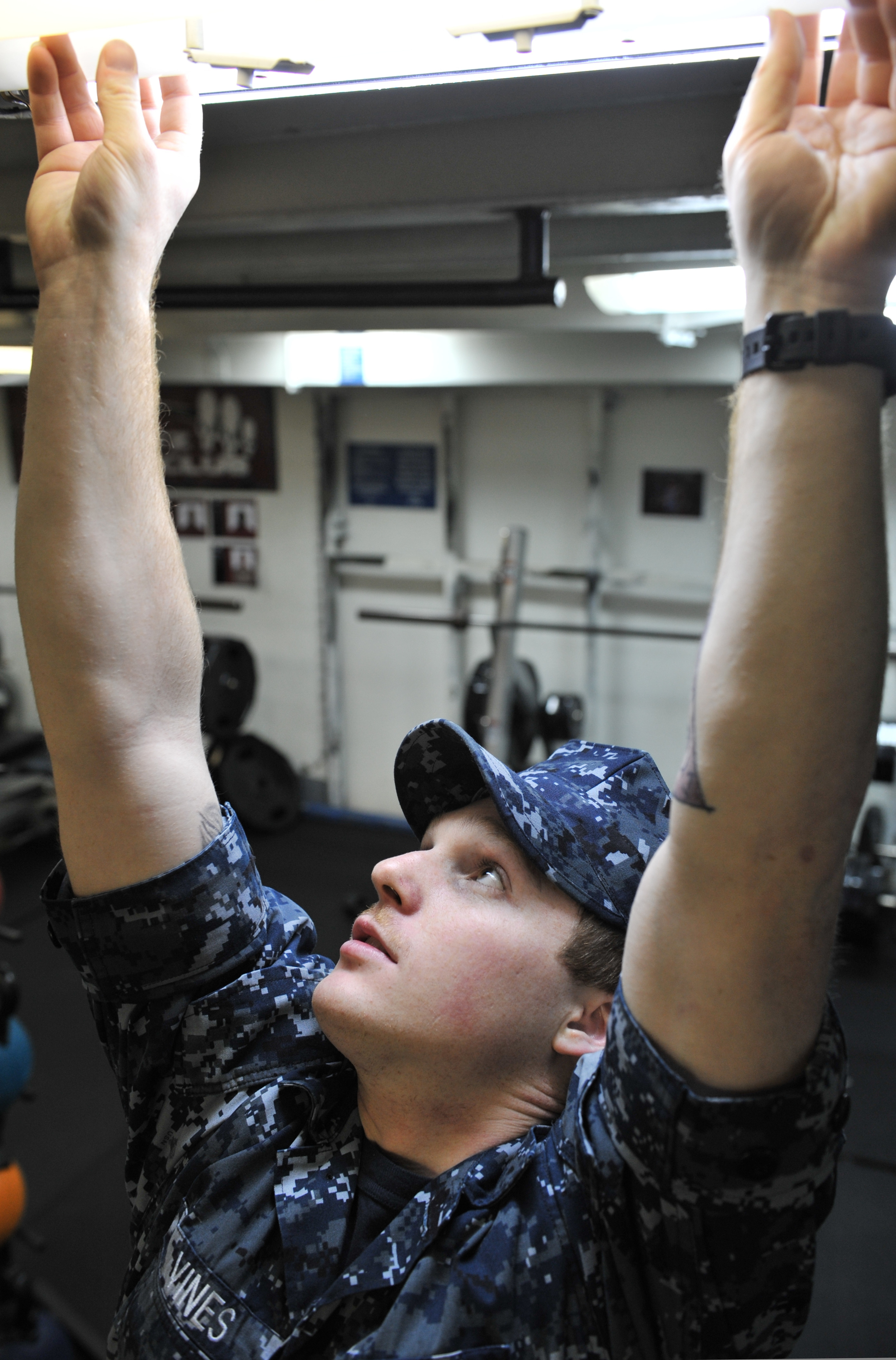
Un marinero de la Marina de los EE. UU. trabajando a bordo del USS Nimitz.

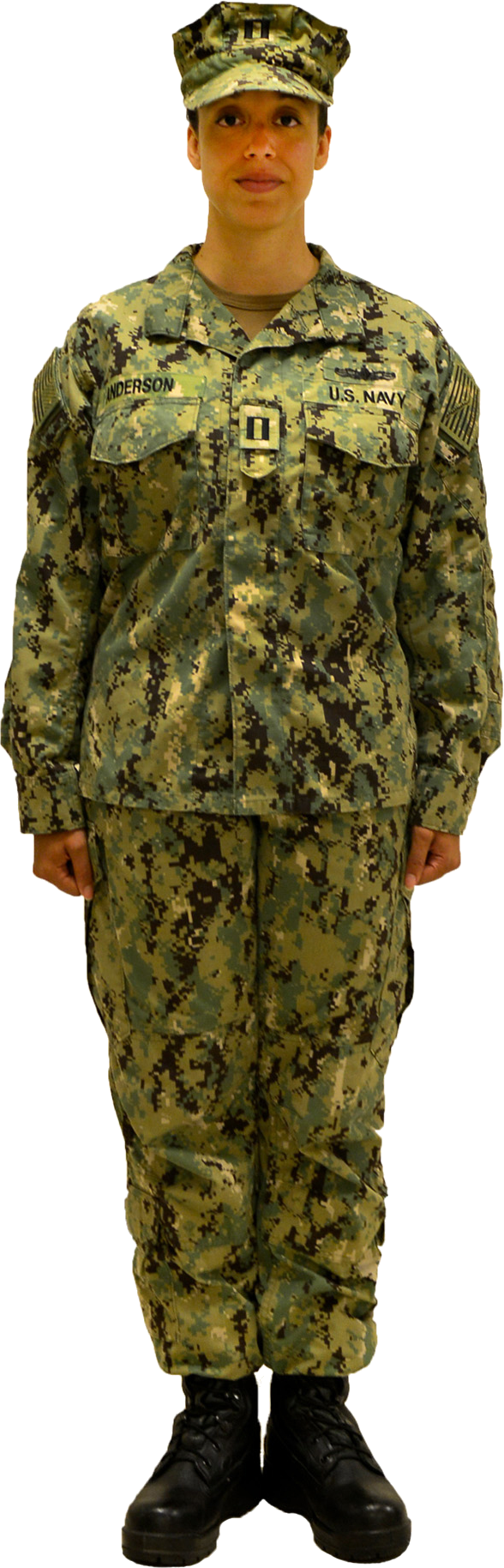
Uniforme de trabajo de la Navy norteamericana.

El marinero es el tercer rango alistado desde abajo en la Marina de los Estados Unidos y la Guardia Costera de los Estados Unidos, situándose por encima del aprendiz de marinero y por debajo del suboficial de tercera clase. Este rango naval se denominaba anteriormente "marinero de primera clase".[cita requerida]  El rango también se utiliza en el United States Naval Sea Cadet Corps, un programa juvenil uniformado de temática naval bajo el patrocinio de la Navy League of the United States.
El título y la insignia reales de un E-3 varían en función de la clasificación laboral a la que el miembro será finalmente asignado.
- Los miembros de los grupos de cubierta general, técnicos, de armas y administrativos (a excepción de los administrativos de aviación) se denominan "marineros" y representan el grupo más numeroso del personal de la Armada y de la Guardia Costera en los grados salariales E-3 e inferiores.  Llevan rayas blancas en sus uniformes azules (USN y USCG), y rayas azul marino (negras) en sus uniformes blancos (sólo USN).
- Los del grupo médico se llaman ahora "hospitaleros".  En octubre de 2005, la clasificación de técnico dental (DT) de la USN se fusionó con la clasificación de hospitalista (HM), eliminando el título de "dentalista" para los E-3 y los inferiores. Los que antes tenían la categoría de "dentalman" se han convertido en "hospitalmen".  Llevan rayas blancas en sus uniformes azules, y rayas azul marino en sus uniformes blancos. Una vez terminada la escuela "A", llevan un caduceo del mismo color que las rayas de sus uniformes. En sus uniformes de combate, un hospitalario lleva su caduceo en la lengüeta de su cuello izquierdo. Este grado se denominaba anteriormente oficial de farmacia (PHM) y los HM se denominan coloquialmente "corpsman" en el servicio naval.  Los hospitalarios sólo existen en la Armada de EE. UU.; su equivalente en la Guardia Costera de EE. UU. es el técnico de servicios sanitarios (HS), que procede de los marineros del grupo administrativo y científico de ese servicio.
- Los del grupo de ingeniería y casco del buque, que comprende las plantas de energía y propulsión convencionales (USN + USCG) y nucleares (sólo USN), así como el área de mantenimiento del casco, se denominan "bomberos".  Llevan franjas rojas en sus uniformes azules de la USN y la USCG y, en el caso de la Marina, uniformes blancos.
- Los del grupo de aviación de la Armada y la Guardia Costera se denominan "airmen", y llevan rayas verdes en los uniformes azules (USN + USCG) y blancos (sólo USN).
- El personal alistado en el grupo de construcción, que principalmente puebla los batallones de construcción de ingeniería civil de la Marina de los Estados Unidos (es decir, Seabees), se llama "constructionmen" y lleva rayas azul claro en sus uniformes azul y blanco.  Los soldados de construcción son exclusivos de la Marina de los Estados Unidos; no existe un equivalente en la Guardia Costera de los Estados Unidos.

No se autoriza el uso de estas rayas para E-1, E-2 o E-3 en los uniformes de trabajo, por ejemplo, uniforme de trabajo de la Marina, uniforme de vestir operativo de la USCG, monos, ropa de utilidad, trajes de vuelo, trajes de hospital y clínica, trajes de buceo, etc. Sin embargo, los marineros con el grado de pago de E-2 o E-3 están autorizados a llevar dispositivos de cuello anodizado de plata en sus uniformes de servicio.
Algunos marineros y guardacostas reciben una habilitación tras completar un curso de formación técnica militar para esa habilitación concreta, conocido como escuela "A".  Otros marineros y guardacostas que han completado los requisitos para que se les asigne un grado y han sido aceptados por el Mando de Personal de la Armada/Oficina de Personal Naval (USN) o el Mando del Centro de Servicios de Personal de la Guardia Costera (USCG) como titulares de ese grado (un proceso denominado "huelga") se denominan "huelguistas designados", y se les denomina por su grado completo y su grado en las comunicaciones formales (es decir, bombero maquinista (MMFN), en lugar de simplemente bombero (FN)), aunque el grado a menudo se omite en las comunicaciones informales. Aquellos que no han sido asignados oficialmente a un grado se denominan oficialmente "no designados" o "sin grado". Una vez seleccionados para una categoría concreta de su elección, pueden ascender en esa comunidad.

## Estonia

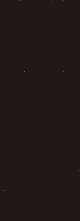
Madrus (Estonia)

Madrus es el rango más bajo de la Armada de Estonia. Equivale al OR-1 en la OTAN.

## Francia
Matelot 2e classe (marinero de segunda clase), o aprendiz de marinero, y matelot breveté (marinero de primera) son designaciones de la Armada francesa. Los matelots son conocidos coloquialmente como " mousses".

Matelot (marinero)
Matelot breveté (marinero capaz)

## Grecia

Insignia de un marinero ordinario griego (ναύτης)

Hay un grado de marinero en la Armada Helénica

## Indonesia
En la Armada de Indonesia, este rango se conoce como kelasi. Hay tres niveles de este rango en la Armada de Indonesia que son: "recluta de marinero" (kelasi dua), "aprendiz de ) y "marinerokelasi ), el sistema de calificación refleja el que se usa en la Marina de los EE. UU. 

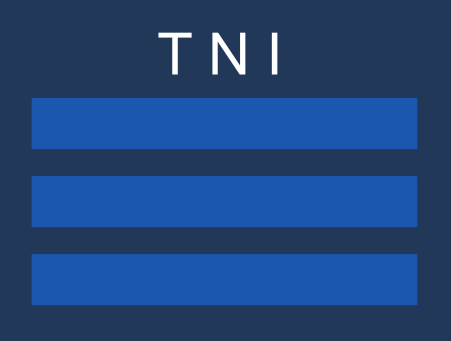
Rango de marinero en la Armada Indonesia

## Italia
El rango de Italia de "marinero" (en italiano: comune di seconda classe) es el rango de alistamiento más bajo de la Marina italiana equivalente en la OTAN al OR1.

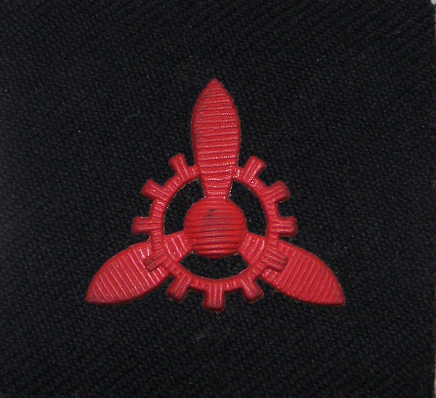
Insignia de técnica y mecánica
Insignia de timoneles
Insignia de seguimiento de operadores de radar
Insignia de electromecánica

## Japón
Ver: Rangos e insignias militares de las Fuerzas de Autodefensa de Japón

## Malasia
La Marina Real de Malasia (RMN, malayo: Tentera Laut Diraja Malaysia; TLDM; Jawi:تنترا لاوت دراج مليسيا) es el brazo naval de las Fuerzas Armadas de Malasia. La RMN es el principal organismo responsable de las operaciones de vigilancia y defensa marítima del país. El área de operaciones de la RMN consta de 603 210 kilómetros cuadrados que cubren las zonas costeras del país y las Zonas Económicas Exclusivas (ZEE). La RMN también tiene la responsabilidad de controlar las principales líneas marítimas de comunicación del país, como el estrecho de Malaca y el estrecho de Singapur, y también vigila los intereses nacionales en zonas con reivindicaciones superpuestas, como en Spratly.

## México

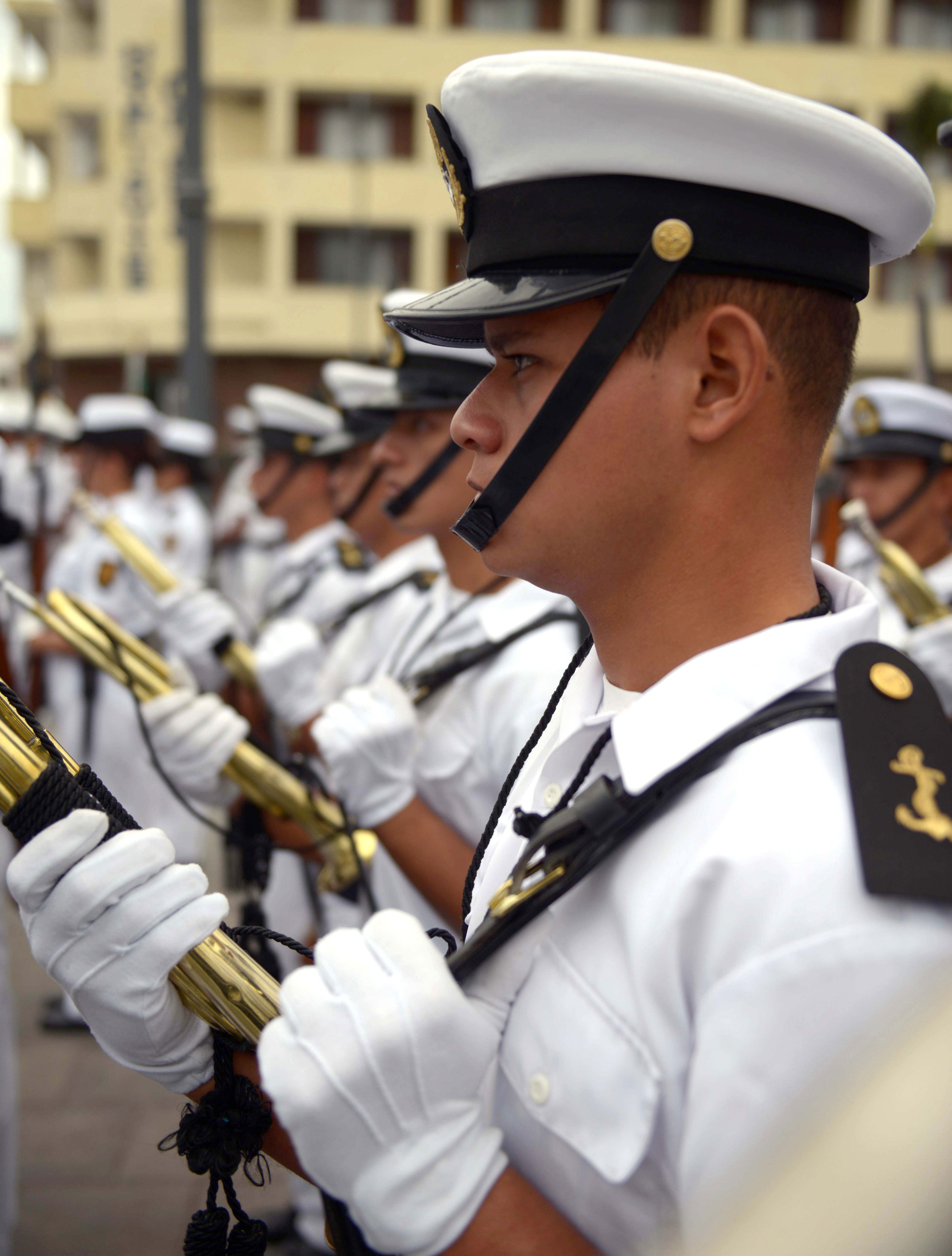
Marineros mexicanos marchando el Día de la Armada de México, 2015.

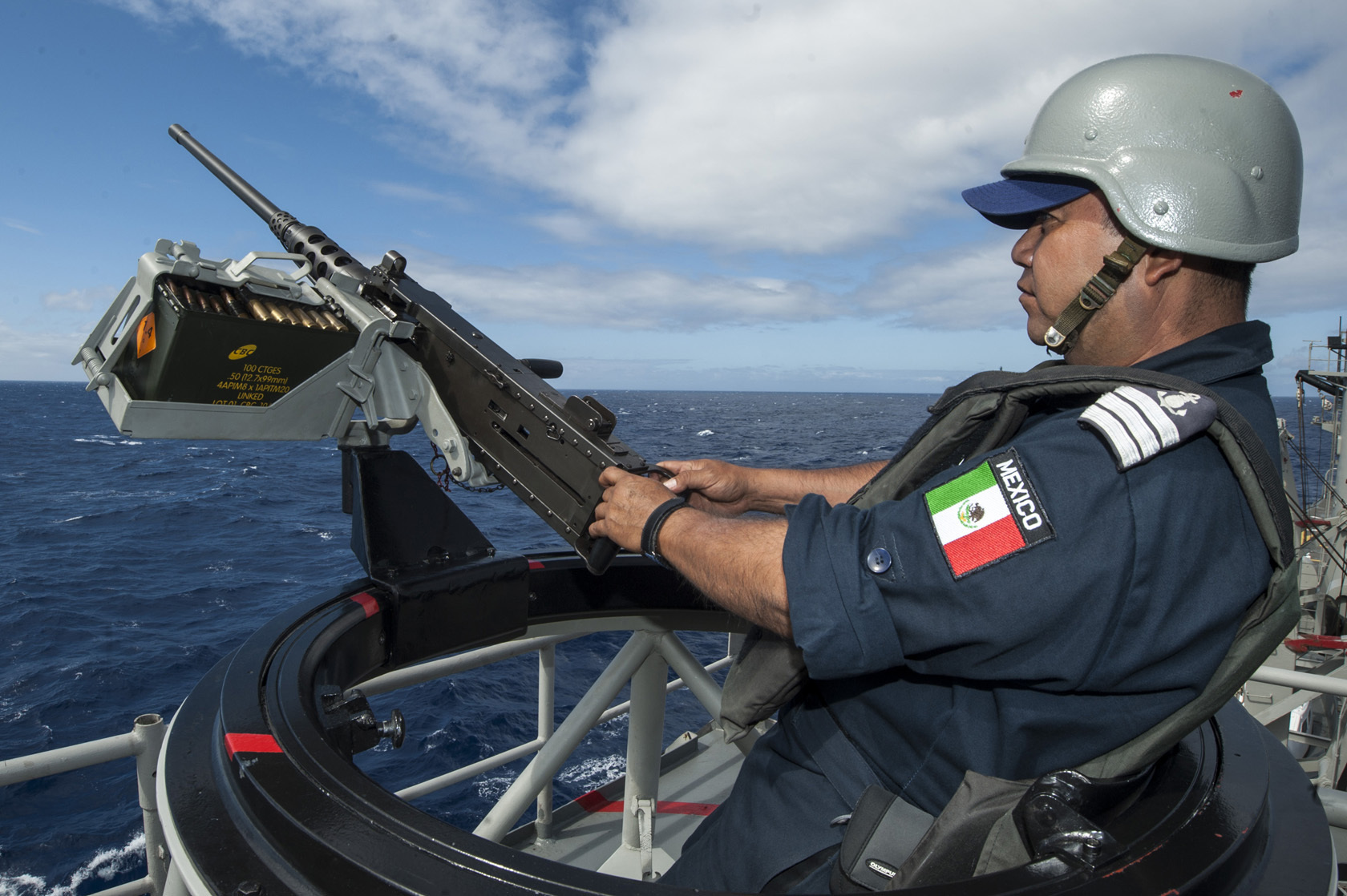
Un marinero mexicano maneja una ametralladora calibre .50 a bordo del buque de desembarco de tanques ARM Usumacinta (A 412) de la Armada de México durante un ejercicio de entrenamiento en 2012 en el Océano Pacífico. (Foto del Departamento de Defensa, Armada de los Estados Unidos).

El personal de la Armada de México está organizada en grados. Los rangos, de la misma forma que en el Ejército Mexicano y la Fuerza Aérea Mexicana, se clasifican en 6 categorías que son: Almirantes, Capitanes, Oficiales, Cadetes y Alumnos, Clases y Marinería.

## Perú

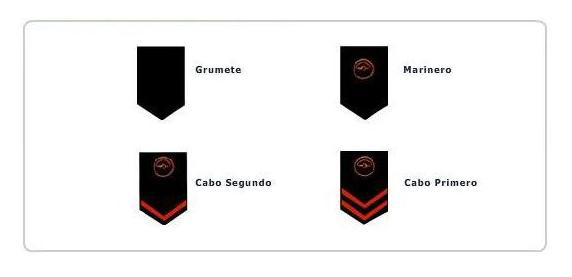
Marinería en la Marina de Guerra del Perú.

La Marina de Guerra del Perú encuadra  a su personal de base en dos categorías: marinero y grumete.

## Reino Unido

Able seaman de la Royal Navy británica, equivalente a OR-2 en la OTAN.

En la Royal Navy el tipo (able seaman) se divide en dos divisiones: AB1 y AB2. 
A mediados del siglo XVIII, el término "marinero capaz" (able seaman, abreviado AB) se refería a un marinero con más de dos años de experiencia en el mar y considerado "bien familiarizado con su deber". A los marineros con menos experiencia se les conocía como marineros de tierra (durante el primer año en el mar) o marineros ordinarios (durante el segundo).
La clasificación AB2 se utiliza para aquellos que aún no han completado sus índices de tareas profesionales. El tipo de marinero ordinario ha dejado de existir.

## Rusia

Hombrera de un marinero ruso (matros)

Gran parte del vocabulario militar ruso se importó, junto con los asesores militares, de Alemania en los siglos XVI y XVII. La palabra rusa para "marinero" o "marinero" (en ruso : матрос ; matros) se tomó prestada del alemán matrose. En la Rusia imperial, el rango naval más joven era "marinero de segunda clase" (матрос 2-й статьи; matros vtoroi stati). Estonia ( estonio : mаdrus ) y Letonia ( letón : mаtrozis ) utilizan préstamos estrechamente relacionados.
La Revolución de 1917 condujo al término "Hombre de la Flota Roja" (краснофлотец; krasnoflotets ) hasta 1943, cuando la Marina soviética reintrodujo el término "marinero" (матрос; matros ), junto con insignias de rango. La Federación Rusa heredó el término en 1991, al igual que varias otras ex repúblicas soviéticas, incluidas Ucrania, Azerbaiyán y Bielorrusia, con Bulgaria usando la misma palabra y la misma ortografía cirílica.

## Venezuela

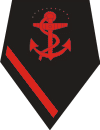
Insignia venezolana

Véase: Anexo:Rangos militares de la Fuerza Armada Nacional Bolivariana